# Andrew Geddes Bain
Andrew Geddes Bain (Thurso, batizado em 11 de junho de 1797 — Cidade do Cabo, 20 de outubro de 1864) foi um geólogo, engenheiro de rodovias, paleontólogo e explorador britânico nascido na Escócia, considerado o "pai" da Geologia da África do Sul.

## Biografia

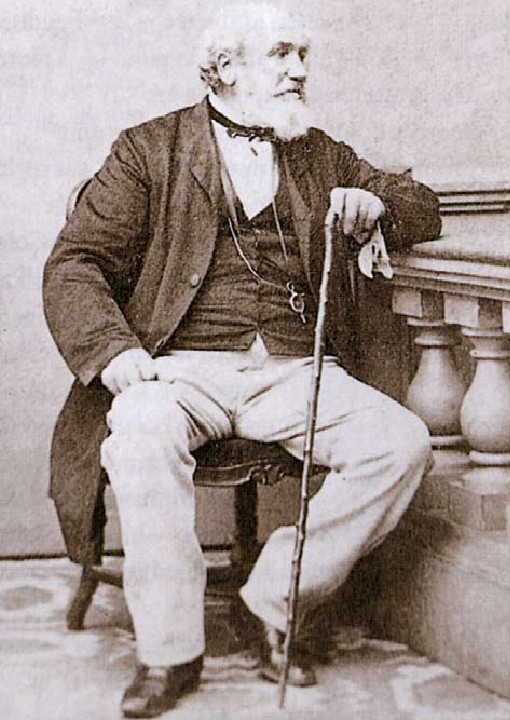
Andrew Geddes Bain

Em 1820 Bain emigrou para a Colônia do Cabo e iniciou em Graaff-Reinet uma atividade profissional como seleiro. Durante as Guerras Xhosa, de 1833 até 1834, assumiu o comando de um batalhão provisório destacado para a defesa da fronteira. Mais tarde, foi contratado para a construção de uma estrada militar através do passo de montanha Ecca e exibiu talentos de engenharia que o levaram a ser permanentemente empregado como agrimensor de estradas militares sob o comando do corpo de Engenheiros Reais.
Esta nova ocupação despertou-lhe o interesse pela Geologia, aumentado ainda mais após a leitura, em 1837, dos Elements of Geology de Charles Lyell. Bain descobriu os restos fósseis de muitos répteis, incluindo o do Dicynodon (1838), extraído dos Leitos Karroo perto de Fort Beaufort e descrito na literatura por Richard Owen. Bain dedicou todo o seu tempo extra aos estudos geológicos e preparou em 1852 a primeira carta geológica abrangente da África do Sul, obra de grande mérito, publicada pela Sociedade Geológica de Londres em 1856.
No Museu Britânico está armazenado um manuscrito, de 1846, de autoria de Bains, listando os fósseis sul-africanos, que consiste de 31 painéis. Uma parte de seu espólio encontra-se no arquivo da Universidade de Witwatersrand de Joanesburgo.
Bain casou em 16 de novembro de 1818 com Maria Elizabeth von Backstrom. Do seu casamento nasceram sete crianças, entre elas: Thomas Charles John Bain (1830-1893), Agnes Elizabeth Catherine Maria Bain e Jane Geddes Bain.

## Projetos de construção
1. Passo Ouberg perto de Graaff-Reinet 1832
2. Passo Van Ryneveld perto de Graaff-Reinet década de 1830
3. Passo Ecca de Grahamstown a Fort Beaufort (The Queen's Road) 1837
4. Passo de Michell perto de Ceres através da Skurweberg, seguindo o curso do rio Breede 1846–48
5. Passo Bainskloof perto de Wellington 1848–1852
6. Passo Gydo Pass do norte de Ceres até Skurweberg
7. Passo Houw Hoek de Elgin até Botrivier
8. Passo Katberg perto de Fort Beaufort 1860–1864